# Государственная граница. Мирное лето 21-го года
«Государственная граница. Мирное лето 21-го года…» — советский двухсерийный цветной телевизионный художественный фильм, поставленный на киностудии «Беларусьфильм» в 1980 году режиссёром Борисом Степановым. Второй фильм телевизионного сериала «Государственная граница».
По заказу Гостелерадио СССР.
Премьера фильма в СССР состоялась 27 мая 1981 года.
На советский приграничный город нападают переодетые в красноармейскую форму бандиты. Стоящая за ними польская разведка и белоэмигранты готовят новые операции по дискредитации советских пограничников. Чекисты готовят ответные меры.

## Сюжет

### Первая серия
Фильм начинается с документальной дикторской вводки, сопровождаемой чёрно-белыми фотографиями. Диктор рассказывает о ситуации, сложившейся на территории Советской республики в начале 1921 года, зачитывает слова В. И. Ленина и постановления партии, в том числе о том, что этот год — первый, когда на нашей территории, наконец, нет чужих войск, а также о том, что охрана границ отныне поручается Особому отделу ВЧК.
Гамаюн и Данович встречаются после долгой разлуки и идут на доклад к Ф. Э. Дзержинскому. Данович назначен замначем Особого отдела Западного пограничного округа. Гамаюну поручают отправиться в Мглин.
Гамаюн (комендант Мглинского участка Особого отдела западной границы РСФСР) знакомится с Галей Кравцовой и её мужем — начальником особого отдела Василием Кравцовым. Батальон переодетых в советскую форму бандитов входит в город и совершает диверсии.
Гамаюн приходит к выводу, что необходимо направить разведчиков в стан врага.
На границе в новопостроенных казармах празднуется новоселье под звуки «Интернационала». Мирные танцы на празднике прерывает артобстрел. Вооружённые бандгруппы с участием переодетых польских полицейских форсировали реку, но были разгромлены красноармейцами-пограничниками.

### Вторая серия
Под угрозой жизни дочери, Гале приказывают устроиться к Гамаюну машинисткой и доносить польской разведке. Польский комендант поручает пани Ядвиге соблазнить Могилова. Могилов и Ядвига встречаются в кабачке: оскорблённая и испуганная Ядвига хочет переметнуться и просит о встрече с Гамаюном. Могилов же ошеломляет её своим неожиданным согласием работать на поляков (он ссылается на то, что он из Тамбова, где сейчас бушует тамбовское восстание) и просит отвести его к пану.
Гамаюн просит Галю стать машинисткой. Она в страхе из-за слежки за ней и не знает, как рассказать ему правду. Могилов признаётся Ядвиге, что у красных есть осведомитель на той стороне. Польский комендант рапортует о вербовке Могилова, которая была необходима, чтобы «разгромить коммунистическое охвостье руками переодетых в советскую пограничную форму савинковцев». Они планируют убить Могилова, чтобы его труп в форме советского пограничника использовать для того, чтобы скомпрометировать РСФСР.
Гамаюн догадывается о намерениях поляков и для того, чтобы пресечь их планы, подбрасывает им дезинформацию.
Алексей Могилов приходит на конспиративную квартиру и передаёт дезинформацию об убытии войск на манёвры. Наутро переодетые в советскую форму враги тайно переходят реку и направляются в город. Могилов заманивает их в поле, где в стогах сена спрятаны советские пулемёты, из которых расстреливают всю банду. Главарей бандитов расстреливают на городской площади по законам военного времени.
Фильм завершается документальной вставкой.

## В ролях
| Актёр                 | Роль                                                |
| --------------------- | --------------------------------------------------- |
| Михаил Козаков        | Феликс Эдмундович Дзержинский                       |
| Александр Денисов     | Иван Трофимович Гамаюн                              |
| Анна Каменкова        | Галина Кравцова                                     |
| Владимир Новиков      | Алексей Кузьмич Могилов, красноармеец               |
| Виктор Плют           | крестьянин                                          |
| Людмила Нильская      | Ядвига Ковальская                                   |
| Анатолий Рудаков      | Георгий, сотрудник особого отдела                   |
| Владимир Сичкарь      | Сергей Сергеевич Климов, сотрудник особого отдела   |
| Игорь Старыгин        | Владимир Алексеевич Данович                         |
| Наталья Маркина       | Людмила, подруга Гали                               |
| Александр Беспалый    | Степанченко, солдат при Гамаюне                     |
| Пётр Юрченков-старший | Василий Кравцов, начальник особого отдела, муж Гали |
| Светлана Полякова     | Татьяна, дочь Гали                                  |
| Юрий Горобец          | Ярема, комендант погранслужбы Польши                |
| Юрий Дедович          | Заяц, главарь бандитов                              |

## Съёмочная группа
- Авторы сценария — Алексей Нагорный, Гелий Рябов
- Режиссёр-постановщик — Борис Степанов
- Оператор-постановщик — Борис Олифер
- Художник-постановщик — Вячеслав Кубарев
- Композитор — Эдуард Хагогортян